# 境外信託
境外信託是根據一個离岸金融中心的法律設立的普通信託。
境外信託在性質和效果上與境內信託相似；信託架構為委託人將資產（即「信託財產」）轉移給受託人管理並分配給受益人，受益對象為一人或一群人（即「受益人」），在某些情況下會沒有受益對象，而是一個抽象的目的。然而，許多境外司法管轄區修改了他們的法律，使其司法管轄區對想設立境外信託的委託人更具吸引力。例如列支敦斯登，儘管是適用大陸法的司法管轄區，卻通過修法引入了來自普通法的信託概念。

## 境外信託的用途
由於在大多數境外司法管轄區（以及大多數境內司法管轄區）中，信託不需要向政府登記註冊，因此很難獲得信託的官方統計數據。然而，境外信託最常見的用途是個人及其家庭的稅務規劃和財富傳承。例如，Wonga.com創辦人Errol Damelin透過在英屬維京群島的Castle Bridge Ventures信託持有個人的股份。而Nando's餐廳連鎖餐廳經營人的家族，Enthovens使用位於海峽群島的信託作為其財富規劃的一部分。其他使用境外信託的人包括英國超市巨頭Ken Morrison爵士、擁有《每日郵報》集團的Rothermere家族以及創立TV-am的已故Bruce Gyngell。
然而，境外信託還有其他用途：
- 境外信託有時會以單位信託（Unit Trusts）的形式設立，用來作為共同基金（Mutual Fund）運作。
- 境外信託經常被用於孤兒結構 SPV（Orphan Structure）中，這些結構常見於资本市场（Capital Markets）或貿易融資交易（Trade Finance Transactions）。
- 跨國的非政府组织有時會以境外信託的形式設立。例如，國際板球理事會（International Cricket Council）就是在英屬維爾京群島（British Virgin Islands）成立的。

## 境外信託的類型
以下是最常見的信託類型：
可撤銷信託中是指委託人在信託存續期間內，擁有隨時撤銷、修改或終止信託的權利。這意味著設立人可以根據自己的意願，隨時改變信託的條款、增減受益人，或將信託財產收回至自己名下。可撤銷信託中的信託財產仍視為委託人的資產，並可能影響委託人的稅務、債務清償及其他法律責任。
不可撤銷境外信託指的是設立後無法更改或取消的信託安排，通常在設立時會明訂受益人和分配條款，以保護受益人利益並確保信託資產的穩定性。此類信託的設計往往出於資產保護和稅務考量，因為信託財產一旦轉入便不再屬於委託人名下。
全權委託境外信託賦予受託人較大的自由裁量權，可以根據受益人的需求、財務狀況和其他考量因素來決定資產分配的方式。受託人可以在不同受益人之間靈活分配信託資產，使信託具有高度適應性。這類信託尤其適合應對受益人生活中的不確定因素，並能根據實際情況調整分配，提供更多靈活性。
固定權益信託是一種受益人權利明確的信託安排，受益人須照信託契約按約定的比例或金額獲得信託財產的收益或本金。在這種類型的信託中，受託人通常無裁量權來更改分配比例，因此受益人可以穩定且可預期地收到資產分配。此類信託常用於確保受益人享有穩定收入，或為未來特定目的進行規劃。
混合權益信託則包含全權委託信託與固定權益信託的元素。

## 信託反永續原則
信託通常受到反永續原則的限制，實際上對所有信託財產必須在一定時間內分配完畢設置了限制。由於該規則的嚴格性，許多信託因可能違反該規則的假設情況（例如，多產的八旬老人）而被宣告無效。
大多數擁有較為成熟信託法律的境外司法管轄區已修改其關於信託永續性的法律，允許委託人選擇較長的、固定的永續性期間，以避免使用「皇室壽命」條款。許多還採用了「觀望」法律，這代表可能違反永續性的信託不會自動失效，而是信託在永續性期間被違反之前保持有效。
在澤西島，信託反永續的原則實際上已被完全廢除。並且也在美國多個州實施。

## 附屬公司的管理
信託通常受制於《Bartlett v Barclays Bank》案的原則。該原則簡要規定，當信託財產包括公司的股份時，受託人必須積極參與該公司的事務管理。儘管這項規則遭受了一些批評，但它仍然是許多普通法司法管轄區信託法的一部分。
一些境外司法管轄區（如開曼群島的 STAR 信託和英屬維爾京群島的 VISTA 信託）設計了特殊的信託形式，允許設立時明確免除受託人干預公司管理的義務。值得注意的是，這些專門設計的信託形式似乎很少用於其最初的預期用途。STAR 信託更常被对冲基金（Hedge Funds）用於設立共同基金（Mutual Funds）作為單位信託（Unit Trusts），特別是當基金經理希望免除參與其投資標的公司股東會的義務時。而 VISTA 信託則經常用於債券（Bonds）發行中的孤兒結構（Orphan Structures），讓受託人避免對發行載體的監督義務。
境內司法管轄區的一些批評者認為，這些信託的條款從根本上削弱了信託的本質，因此不應在境內司法管轄區內被承認。然而，無論境內的稅務機關和監管機構持何種立場，基本上會認同《海牙公約》（Hague Convention on the Law Applicable to Trusts and on their Recognition）的信託定義。

## 資產保護
某些司法管轄區（尤其是库克群岛，但巴哈马也有一種資產保護信託）提供了特殊的信託，稱為資產保護信託。儘管所有信託都具有資產保護元素，但某些司法管轄區通過制定法律，試圖讓債權人對信託提出索賠變得困難（例如，提供特別短的時效期）。 實務中，此類信託的效力有限，因為委託人所在司法管轄區的破產法（Bankruptcy Law）和/或離婚法（Divorce Law）通常會將轉移至信託的財產視為無效。此外，大多數司法管轄區（包括境外司法管轄區）會撤銷為欺詐债权人（Defraud Creditors）而進行的交易。

## 境外投資
大多數傳統司法管轄區只允許受託人進行非常保守的財務投資。大多數境外司法管轄區給予受託人靈活性，允許（或允許委託人在信託文書中明確規定他們允許）更廣泛的投資，包括高風險投資，如衍生品和期货合約以及特定投資，如投資於全球任何地區的小型私人公司。

## 目的信託
雖然在大多數普通法司法管轄區中，信託必須為了某人的利益或慈善目的而設立，但許多境外司法管轄區也修改了他們的法律，允許為非慈善目的設立信託。此類信託需要設立一名「保護人」（Protector）以確保信託條款的執行，但在信託資金分配之前，應由誰被視為信託資金的實益擁有人（Beneficial Owner）以進行稅務處理，仍然存有疑問。
目前，似乎還沒有任何境外司法管轄區認真擴展全權委託信託在受益人確定性方面的靈活性，如 McPhail v Doulton案中闡述的那樣。這可能是因為現在認為普通法規則已經足夠靈活，無需進行擴展即可吸引信託業務。